# Sri Lanka Badminton Association
Die Sri Lanka Badminton Association (SLBA) ist die oberste nationale administrative Organisation in der Sportart Badminton in Sri Lanka.

## Geschichte
Die Sri Lanka Badminton Association wurde im September 1950 als Badminton Association of Ceylon gegründet und im März 1953 Mitglied im Weltverband IBF. Der Verband wurde 1959 Gründungsmitglied im kontinentalen Dachverband Badminton Asia Confederation, damals noch unter dem Namen Asian Badminton Confederation firmierend. Nationale Meisterschaften werden seit der Saison 1952/1953 ausgetragen. Der Sitz des Verbandes befindet sich in Colombo. Der Verband gehört dem Nationalen Olympischen Komitee an.

## Bedeutende Veranstaltungen, Turniere und Ligen
- Sri Lanka International
- Einzelmeisterschaften
- Mannschaftsmeisterschaft

## Bedeutende Persönlichkeiten
- N. M. de Silva, ehemaliger Präsident
- E. R. S. R. Coomaraswamy, ehemaliger Präsident
- P. Sivalingam, ehemaliger Präsident
- Don Gunaratne Welikala, ehemaliger Präsident
- Srilal Perera, ehemaliger Präsident
- George Chandappa, ehemaliger Präsident
- Parakrama Basnayake, Präsident